# Commentationes Botanicae
Commentationes Botanicae (abreviado Comment. Bot.) es un libro con ilustraciones y descripciones botánicas que fue escrito por el político, briólogo, y botánico belga Barthélemy Charles Joseph Dumortier. Fue publicado en Tournay en el año 1822 con el nombre de Commentationes botanicae. Observations botaniques.